# Niszczyciele typu Hunt
Niszczyciele typu Hunt – brytyjskie niszczyciele eskortowe z okresu II wojny światowej. Zbudowano 86 okrętów 4 wersji produkcyjnych, z czego 74 trafiły do Royal Navy, a 12 do sojuszniczych marynarek wojennych, w tym 3 do polskiej Marynarki Wojennej.

## Historia
W połowie lat 30. w Wielkiej Brytanii podjęto decyzję o budowie na potrzeby Royal Navy dwóch podstawowych typów niszczycieli. Pierwsze to klasyczne duże silnie uzbrojone okręty przystosowane do współpracy z innymi jednostkami floty, drugi – mniejsze i słabiej uzbrojone jednostki przystosowane do zadań eskortowych. Zaprojektowane w 1938 jednostki typu Hunt były przeznaczone głównie do wykonywania misji eskortowych w rejonie Morza Północnego i Morza Śródziemnego. Większość jednostek została zamówiona w ramach programu wojennego po wybuchu II wojny światowej. Projekt systematycznie ulepszano, czego efektem były 3 (I-III) nieznacznie różniące się między sobą serie produkcyjne.

## Wersje
- Type I – pierwsza wersja produkcyjna, zbudowano 20 jednostek
- Type II – zwiększono szerokość jednostek, dzięki czemu wzmocniono uzbrojenie m.in. poprzez większą liczbę zabieranych bomb głębinowych. Do jednostek tego typu należały m.in.: ORP „Krakowiak”, „Kujawiak”, „Ślązak”. Łącznie zbudowano 36 jednostek tego typu.
- Type III – okręty tego typu zostały przystosowane do działań w rejonie Morza Śródziemnego, dodano m.in. wyrzutnie torped. Od 1941 do służby weszło 27 jednostek tego typu.
- Type IV – zbudowano 2 jednostki tego typu.

## Lista okrętów
Typ I:
| Nazwa            | Uwagi |
| ---------------- | --- |
| HMS „Atherstone” | |
| HMS „Berkeley”   | uszkodzony przez lotnictwo 19 sierpnia 1942 (operacja Jubilee); dobity przez własne okręty                                                           |
| HMS „Cattistock” | |
| HMS „Cleveland”  | zatonął w czerwcu 1957 podczas drogi do stoczni złomowej                                                                                             |
| HMS „Cotswold”   | w marcu 1943 uczestniczył w kolizji z trałowcem HMS „St. Donats”, który w jej wyniku zatonął                                                         |
| HMS „Cottesmore” | sprzedany Egiptowi w 1950, służył jako „Ibrahim el Awal”, „Mohamed Ali el Kebir” i „Port Said”                                                       |
| HMS „Eglinton”   | |
| HMS „Exmoor”     | zatopiony przez niemiecki ścigacz torpedowy S-30 25 lutego 1941                                                                                      |
| HMS „Fernie”     | |
| HMS „Garth”      | zatopił niemiecki ścigacz torpedowy S-71 17 lutego 1943                                                                                              |
| HMS „Hambledon”  | poważnie uszkodzony przez minę w październiku 1940, wyremontowany; brał udział w zatopieniu U-223                                                    |
| HMS „Holderness” | |
| HMS „Mendip”     | wypożyczony Chinom w 1948, służył jako „Lin Fu”; sprzedany Egiptowi w 1949 („Mohamed Ali”, „Ibrahim al-Awal”); zdobyty przez Izrael w 1956 („Haifa”) |
| HMS „Meynell”    | sprzedany Ekwadorowi w październiku 1954, służył jako „Presidente Velasco Ibarra”                                                                    |
| HMS „Pytchley”   | |
| HMS „Quantock”   | sprzedany Ekwadorowi w październiku 1954, służył jako „Presidente Alfaro”                                                                            |
| HMS „Quorn”      | zatopiony przez motorówkę wybuchową typu Linse lub „żywą torpedę” typu Neger 3 sierpnia 1944                                                         |
| HMS „Southdown”  | |
| HMS „Tynedale”   | zatopiony przez U-Boota U-593 12 grudnia 1943 |
| HMS „Whaddon”    | |

Typ II:
| Nazwa              | Uwagi |
| ------------------ | --- |
| HMS „Avon Vale”    | uszkodzony przez włoskie lotnictwo w styczniu 1943; brał udział w zatopieniu niemieckich korwet UJ-202 i UJ-208. Przekazany Grecji jako „Aegean” w marcu 1944, transfer nie doszedł do skutku |
| HMS „Badsworth”    | wypożyczony (16 listopada 1944) a następnie sprzedany (1945) Norwegii, służył jako „Arendal”                                                                                                  |
| HMS „Beaufort”     | wypożyczony (1952) a następnie sprzedany (1956) Norwegii, służył jako „Haugesund” |
| HMS „Bedale”       | wypożyczony przed ukończeniem budowy Polskiej Marynarce Wojennej 30 kwietnia 1942, służył jako ORP „Ślązak”; zwrócony w 1946, przekazany Indiom w 1953 („Godavari”)                           |
| HMS „Bicester”     | brał udział w zatopieniu U-443 |
| HMS „Blackmore”    | wypożyczony Danii w 1952, służył jako „Esbern Snare” |
| HMS „Blankney”     | brał udział w zatopieniu U-131, U-434, U-450 i U-371 |
| HMS „Blencathra”   | brał udział w zatopieniu U-450 i U-223 |
| HMS „Bramham”      | uszkodzony przez lotnictwo w październiku 1942, wyremontowany. Wypożyczony Grecji w marcu 1943, służył jako „Themistoklis”; zwrócony w listopadzie 1959                                       |
| HMS „Brocklesby”   | |
| HMS „Calpe”        | brał udział w zatopieniu U-593. Sprzedany Danii 28 lutego 1952, służył jako „Rolf Krake” |
| HMS „Chiddingfold” | wypożyczony (1954) a potem sprzedany (1959) Indiom, służył jako „Ganga” |
| HMS „Cowdray”      | przekazany Grecji jako „Admiral Hastings” w marcu 1944, transfer nie doszedł do skutku |
| HMS „Croome”       | zatopił włoski okręt podwodny „Maggiore Baracca”, brał udział w zatopieniu U-372 |
| HMS „Dulverton”    | brał udział w zatopieniu U-559. Uszkodzony przez lotnictwo 13 listopada 1943, dobity przez własne okręty                                                                                      |
| HMS „Eridge”       | brał udział w zatopieniu U-568 |
| HMS „Exmoor”       | ex-HMS „Burton”; brał udział w zatopieniu U-131 i U-450. Sprzedany Danii w lipcu 1952, służył jako „Valdemar Sejr”                                                                            |
| HMS „Farndale”     | zatopił włoski okręt podwodny „Ammiraglio Caracciolo” (grudzień 1941) |
| HMS „Grove”        | brał udział w zatopieniu U-587. Zatopiony 12 czerwca 1942 przez U-77 |
| HMS „Heythrop”     | zatopiony 20 marca 1942 przez U-652 |
| HMS „Hursley”      | brał udział w zatopieniu włoskiego okrętu podwodnego „Narvalo” i U-562. Wypożyczony Grecji w grudniu 1943, służył jako „Kriti”; zwrócony w listopadzie 1959                                   |
| HMS „Hurworth”     | brał udział w zatopieniu U-568 i U-559. Zatopiony na minie 22 października 1943 |
| HMS „Lamerton”     | brał udział w zatopieniu włoskiego okrętu podwodnego „Ferraris” i U-443. Wypożyczony Indiom w kwietniu 1953, służył jako „Gomati”                                                             |
| HMS „Lauderdale”   | wypożyczony Grecji w maju 1946, służył jako „Aigaion”; zwrócony w listopadzie 1959 |
| HMS „Ledbury”      | |
| HMS „Liddesdale”   | brał udział w zatopieniu U-453 |
| HMS „Middleton”    | |
| HMS „Oakley”,      | wypożyczony przed ukończeniem budowy Polskiej Marynarce Wojennej w maju 1941, służył jako ORP „Kujawiak”. Zatopiony przez minę 16 czerwca 1942                                                |
| HMS „Oakley”       | pierwotna nazwa HMS „Tickham”. Sprzedany Niemieckiej Republice Federalnej w 1958, służył jako „Gnieisenau”                                                                                    |
| HMS „Puckeridge”   | zatopiony 6 września 1943 przez U-617 |
| HMS „Silverton”    | wypożyczony przed ukończeniem budowy Polskiej Marynarce Wojennej, służył jako ORP Krakowiak”; zwrócony w 1946                                                                                 |
| HMS „Southwold”    | zatopiony na minie 24 marca 1942 |
| HMS „Tetcott”      | brał udział w zatopieniu U-372 |
| HMS „Wheatland”    | brał udział w zatopieniu włoskiego okrętu podwodnego „Asteria”, U-443 i niemieckich korwet UJ-202 i UJ-208                                                                                    |
| HMS „Wilton”       | |
| HMS „Zetland”      | sprzedany Norwegii w 1954, służył jako „Tromsø” |

Typ III:
| Nazwa             | Uwagi |
| ----------------- | --- |
| HMS „Airedale”    | uszkodzony 15 czerwca 1942 przez lotnictwo, dobity przez własne okręty                                                                                                |
| HMS „Albrighton”  | sprzedany Niemieckiej Republice Federalnej w listopadzie 1957, służył jako „Raule”.                                                                                   |
| HMS „Aldenham”    | brał udział w zatopieniu U-587. Zatopiony na minach 14 grudnia 1944                                                                                                   |
| HMS „Belvoir”     | |
| HMS „Blean”       | zatopiony 11 grudnia 1942 przez U-443 |
| HMS „Bleasdale”   | |
| HMS „Bolebroke”   | wypożyczony przed ukończeniem budowy Grecji, służył jako „Pindos”, brał udział w zatopieniu U-458. Zwrócony w 1959                                                    |
| HMS „Border”      | wypożyczony przed ukończeniem budowy Grecji, służył jako „Adrias”. Ciężko uszkodzony na minie 22 października 1943, nie wrócił do służby                              |
| HMS „Catterick”   | wypożyczony w 1946 Grecji, służył jako „Hastings” |
| HMS „Derwent”     | ciężko uszkodzony przez lotnictwo 19 marca 1943, nie wrócił do służby                                                                                                 |
| HMS „Easton”      | brał udział w zatopieniu włoskiego okrętu podwodnego „Asteria” i U-458                                                                                                |
| HMS „Eggesford”   | sprzedany Niemieckiej Republice Federalnej w 1957, służył jako „Brommy”                                                                                               |
| „Eskdale”         | wypożyczony Norwegii; zatopił niemiecki stawiacz min „Sperrbrecher-144” w grudniu 1942. Zatopiony 14 kwietnia 1943 przez niemiecki ścigacz torpedowy                  |
| „Glaisdale”       | wypożyczony Norwegii. Brał udział w zatopieniu trałowca M-153. Uszkodzony na minie 23 czerwca 1944, wyremontowany w 1946, służył jako „Narvik”                        |
| HMS „Goathland”   | ciężko uszkodzony na minie 24 lipca 1944, nie wrócił do służby |
| HMS „Haldon”      | wypożyczony Francji, służył jako „La Combattante”. Zatopiony na minie 23 lutego 1945 (a nie jak poprzednio uważano po storpedowaniu przez miniaturowy okręt podwodny) |
| HMS „Hatherleigh” | wypożyczony przed ukończeniem budowy Grecji, służył jako „Kanaris”. Zwrócony w 1959                                                                                   |
| HMS „Haydon”      | |
| HMS „Holcombe”    | zatopiony 12 grudnia 1943 przez U-593 |
| HMS „Limbourne”   | ciężko uszkodzony przez niemieckie torpedowce 23 października 1943, dobity przez własne okręty (bitwa koło Sept Îles)                                                 |
| HMS „Melbreak”    | brał udział w zatopieniu trałowca M-153 |
| HMS „Modbury”     | wypożyczony przed ukończeniem budowy Grecji, służył jako „Miaoulis”. Zwrócony w 1960                                                                                  |
| HMS „Penylan”     | zatopiony 3 grudnia 1942 przez niemiecki ścigacz torpedowy |
| HMS „Rockwood”    | ciężko uszkodzony przez lotnictwo 11 listopada 1943, nie wrócił do służby                                                                                             |
| HMS „Stevenstone” | |
| HMS „Talybont”    | |
| HMS „Tanatside”   | wypożyczony Grecji w 1946, służył jako „Adrias” (II) |
| HMS „Wensleydale” | brał udział w zatopieniu trałowca M-153, U-671 i U-413. Uszkodzony w kolizji z jednostką desantową 21 listopada 1944, nie wrócił do służby                            |

Typ IV:
| Nazwa            | Uwagi |
| ---------------- | ----- |
| HMS „Brecon”     |       |
| HMS „Brissenden” |       |